# Pakito Arriaran Arregi
Pakito Arriaran Arregi (Arrasate, 22 d'abril de 1955 - Chalatenango, El Salvador, 30 de setembre de 1984) va ser un activista polític basc, militant de l'organització armada Euskadi Ta Askatasuna (ETA), que va morir assassinat com a guerriller del Front Farabundo Martí per a l'Alliberament Nacional (FMLN) en l'àmbit de la logística durant la Guerra Civil del Salvador.

## Trajectòria
Va néixer a la localitat guipuscoana d'Arrasate, en el bressol d'una coneguda família patriòtica; els seus pares van ser Pako Arriaran i Kristina Arregi. A la família hi va haver pilotaris professionals de renom: l'oncle Felix es feia dir «Arriaran I.a», el pare «Arriaran II.a» i un altre oncle, Francisco, «Arriaran III.a». Un dels seus cosins va ser el també militant d'ETA Jesus Mari Zabarte («Garratz»).
El 1973 va començar el estudis superiors de Dret a Sant Sebastià. El 27 d'abril de 1975 va ser detingut a Arrasate per la seva militància a ETA i va ser ingressat a les presons de Basauri i Carabanchel. Arran de Llei d'Amnistia espanyola de 1977 va ser alliberat i el novembre de 1978 van intentar detenir-lo de nou, però va aconseguir fugir cap a Iparralde. Un any després va marxar a Veneçuela on va fundar una cooperativa de neteja de contenidors d'escombraries amb un grup d'expatriats. A Caracas va participar al Comitè de Suport als Expatriats Bascos i, allà, hi va conèixer a l'Espe Arana i el Jokin Etxebarria, que van ser assassinats per l'escamot de la mort espanyol Batallón Vasco Español (BVE), mentre que Arriaran no va patir l'emboscada.
Després de tornar al País Basc i passar-hi un temps, va decidir unir-se a la guerrilla del Salvador. El maig de 1982 va arribar a Nicaragua i el setembre del mateix any va marxar al Salvador, concretament a les muntanyes de prop de Chalatenango, i va treballar en el camp de la logística. A l'octubre, en una batalla de l'ofensiva general del FMLN -la primera en la qual va participar- va resultar ferit a la cama. Com que la ferida no va ser molt greu no va haver d'abandonar la guerrila, però no es va cuidar com cal, es va infectar i es va haver d'amputar. Tanmateix, va continuar treballant per a la guerrilla. El setembre de 1984, l'exèrcit del Salvador va passar a l'ofensiva i el FMLN li va oferir abandonar la zona però ell s'hi va negar. Quan l'exèrcit es va trobar amb el seu grup a El Zapotal, es va quedar sol i va morir en combat. Quan els soldats es van retirar, van rescatar el seu cadàver, ple de bales i molt malmès, i li van donar sepultura allà mateix.

## Homenatges
- Se li han fet dos homenatges a la seva ciutat natal: el 27 d'octubre de 1984, un funeral i homenatge a la plaça i l'any 1985 al parc de Monterron. En un arbre excepcional d'aquest parc, sota una sequoia de més de 40 metres d'alçada, hi ha en realitat un monument commemoratiu en honor seu.[4] En aquest mateix memorial, el 9 d'octubre de 2020, en ocasió del 53è aniversari de l'assasinat del guerriller argentino-cubà Ernesto Che Guevara, també s'hi va commemorar l'esquerra abertzale d'Arrasate.[5]
- Al municipi salvadorenc de Las Vueltas, al departament de Chalatenango, es va col·locar un monument d'homenatge als màrtirs dels anys de la guerrilla, en el qual també se'l recorda.